# Ethirimanna Cinkam
Ethirimanna Cinkam (em tâmil:  எதிர்மன்னசிங்கம்) (m. 1617) foi rei do reino de Jafanapatão entre 1591 e 1617 e o penúltimo monarca da dinastia Aryacakravarti. Ascendeu ao poder na sequência da segunda expedição portuguesa liderada por André Furtado de Mendonça em 1591, durante a qual o rei Puviraja Pandaram e o pai de Ethirimnna Cinkam foram mortos. Ethirimanna Cinkam foi ferido em combate e salvo pelos portugueses, que posteriormente o instalaram no trono e  determinaram condições que tornariam o reino um estado cliente. Entre estas condições, o rei foi obrigado a dar total liberdade à atividade missionária e a entregar aos portugueses o monopólio da exportação de elefantes.